# Родионова, Юлия Сергеевна
 Юлия Сергеевна Родионова (род. 11 января 1990 года, г.Усть-Каменогорск) — казахстанская фристайлистка.

## Биография
Ю. С. Родионова родилась в 1990 году в Усть-Каменогорске, где и начала заниматься фристайлом.
На международных соревнованиях выступает с 2004 года, когда на этапе Кубка Европы в Словакии взяла «бронзу» в могуле.
В 2005 году принимает участие в чемпионате мира в Руке (Финляндия), где становится 18-й в могуле и 17-й — в параллельном могуле.
На Олимпиаде-2006 в Турине Юлия лишь 28-я.
На юниорском чемпионате мира в шведском Айроло Юлия взяла «бронзу» в параллельном могуле, а в простом могуле — занимает лишь 17-е место.
2008 год принес Юлии несколько медалей на этапах Кубка Европы: Шатель (Франция) — «бронза» в параллельном могуле, во французском Межеве — «золото» в параллельном могуле, три «золото» в немецком Шлирзе, «бронза» в предместье Санкт-Петербурга — Красное Озеро.
Следующий сезон не принес Юлии наград. На чемпионате мира в японском Инавасиро она была лишь 29-й в могуле и 8-й — в параллельном могуле.
Таким же неудачным был и следующий сезон, когда она приняла участие в Олимпиаде-2010 в Ванкувере и показала лишь 22-й результат.
А в декабре 2010 года завоевал «бронзу» в могуле на международном турнире в финской Руке.
На зимней Азиаде-2011 в Алматы Юлия в могуле была 7-й, а параллельном могуле завоевала «серебро».